# Nina Pacari

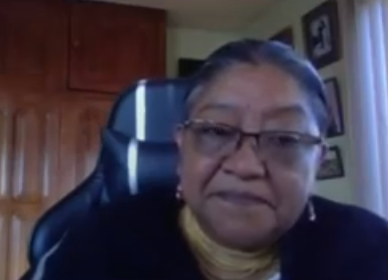
Nina Pacari, 2020

Nina Pacari (Kichwa nina „Feuer“, paqariy „aufgehen, erscheinen, Morgendämmerung“), früher María Estela Vega Conejo (* 9. Oktober 1961 in Cotacachi, Provinz Imbabura) ist eine ecuadorianische Politikerin mit ethnischem Kichwa-Hintergrund und designierte Richterin am ecuadorianischen Verfassungsgericht.
María Vega wuchs als älteste Tochter eines Kleinhändlers unter elf Geschwistern in einer akkulturierten kichwastämmigen Familie in einer von Mestizen bestimmten Umgebung in Cotacachi auf. Traditionelle indigene Werte bekam sie am meisten von ihrer Mutter und deren Mutter vermittelt. Auf Grund des verbreiteten Rassismus verleugnete sie als Kind in der Öffentlichkeit ihre indigenen Wurzeln. Als eine der ersten Indigenen in Cotacachi kam sie zu höherer Schulbildung, die sie als beste Schülerin an einer katholischen Oberschule abschloss.
An der Zentraluniversität in Quito studierte sie erfolgreich Jura. Während des Studiums kam sie mit anderen indigenen Studierenden zusammen, mit denen sie sich an der Universität für die Rechte der Indigenen und für die Verteidigung der im Rückgang begriffenen Kichwa-Sprache einsetzte. Eine Folge ihres Prozesses der Entwicklung eines indigenen, Kichwa-Bewusstseins war, dass sie mit 24 Jahren ihren spanischen Namen offiziell in den aus dem Kichwa stammenden Nina Pacari änderte.
Nina Pacari schloss sich der indigenen Organisation von Imbabura FICI (Federación de los pueblos Kichwa de la Sierra Norte del Ecuador) an, die heute Mitgliedsorganisation von ECUARUNARI ist. Nach ihrer Tätigkeit als Mitarbeiterin von FICI unterstützte sie als Juristin Kichwa-Gemeinden in der Provinz Chimborazo bei juristischen Auseinandersetzungen um Landrechte und Arbeitsrecht.
Nina Pacari erarbeitete eine vertiefte Kritik an den politischen und sozialen Verhältnissen Ecuadors. Hierzu gehörte die Feststellung, dass die indigenen Völker keine „ethnischen Minderheiten“, sondern Nationalitäten mit eigener Sprache, Geschichte, Territorium, sozialer Ökonomie und Kultur seien. Auf dieser Grundlage kämpfte Nina Pacari für Reformen zur offiziellen Anerkennung der indigenen Nationalitäten und der Kichwa-Sprache durch den Staat, zur Demokratisierung der politischen Strukturen und zur Rückgabe von Land an die indigenen Völker.
1989 wurde Nina Pacari Rechtsberaterin des 1986 gegründeten indigenen Dachverbands von Ecuador CONAIE. Während des Aufstands 1990 unterstützte sie indigene Gemeinden in der Provinz Chimborazo bei ihren Kämpfen, wozu unter anderem Straßenblockaden gehörten, und nahm an den anschließenden Verhandlungen mit der Regierung teil. 1994 versuchte der konservative Präsident Sixto Durán Ballén ein neues Gesetz über die Agrarentwicklung durchzusetzen, das von Großgrundbesitzern eingebracht worden war. Hierauf reagierten indigene Kleinbauern mit einem weiteren Aufstand, und Nina Pacari arbeitete einen Gegenentwurf aus. In den folgenden Verhandlungen gelang es, das Gesetz teilweise zu stoppen.
1997 wählte die Nationalversammlung Nina Pacari als Nationale Exekutivsekretätin für Angelegenheiten der Indigenen und Afroamerikaner. Ein Jahr lang war sie eine Vertreterin der Provinz Chimborazo in der Nationalversammlung, die eine neue Verfassung ausarbeitete, in der Ecuador als plurikulturell und multiethnisch beschrieben wird. Im August 1998 wurde sie als erste indigene Frau in das ecuadorianische Parlament gewählt. 
Unter Lucio Gutiérrez wurde Nina Pacari 2003 Außenministerin, doch verließ sie bald gemeinsam mit Landwirtschaftsminister Luis Macas die Regierung auf Grund der als neoliberal charakterisierten Politik Gutiérrez'. Im Mai 2007 wurde sie vom Nationalkongress als Richterin am Verfassungsgericht gewählt.

## Werke
- Las cultures nacionales en el estado multinacional ecuatoriano. Antropología, cuadernos de investigación 3 (November 1984): 113-22.
- Los indios y su lucha jurídico-política. Revista ecuatoriana de pensamiento marxista 12 (1989): 41-47.
- Levantamiento indígena. In Sismo étnico en el Ecuador: Varias perspectivas, edited by José Almeida et al., 169-86. Quito, Ecuador: CEDIME--Ediciones Abya-Yala, Quito, Ecuador 1993.
- Taking on the Neoliberal Agenda. NACLA Report on the Americas 29, no. 5 (March-April 1996): 23-32